# とちぎ夏まつり
蔵の街サマーフェスタ（くらのまちサマーフェスタ）は栃木県栃木市で開催される祭である。

## 概要
- 栃木市のメインストリートであるとちぎ蔵の街大通りを主会場として様々な催しが行われる。

## 開催場所
- とちぎ蔵の街大通り（萬町交番 - 栃木警察署前）
- 銀座通り（倭町 - 幸来橋）

## 催事
- 蔵の街音頭
- フラダンス
- よさこいソーラン
- よさこい音頭
- ブレイクダンス
- スーパーカーショーin蔵の街
- 神輿渡御　　など。